# Ігмас
Ігма́с (рос. Игмас) — селище у складі Нюксенського району Вологодської області, Росія. Входить до складу Ігмаського сільського поселення.

## Населення
Населення — 693 особи (2010; 866 у 2002).
Національний склад (станом на 2002 рік):
- росіяни — 98 %